# Mesolita lineolata
Mesolita lineolata är en skalbaggsart som beskrevs av Francis Polkinghorne Pascoe 1862. Mesolita lineolata ingår i släktet Mesolita och familjen långhorningar. Inga underarter finns listade i Catalogue of Life.